# Cathedral Quarter (Derby)

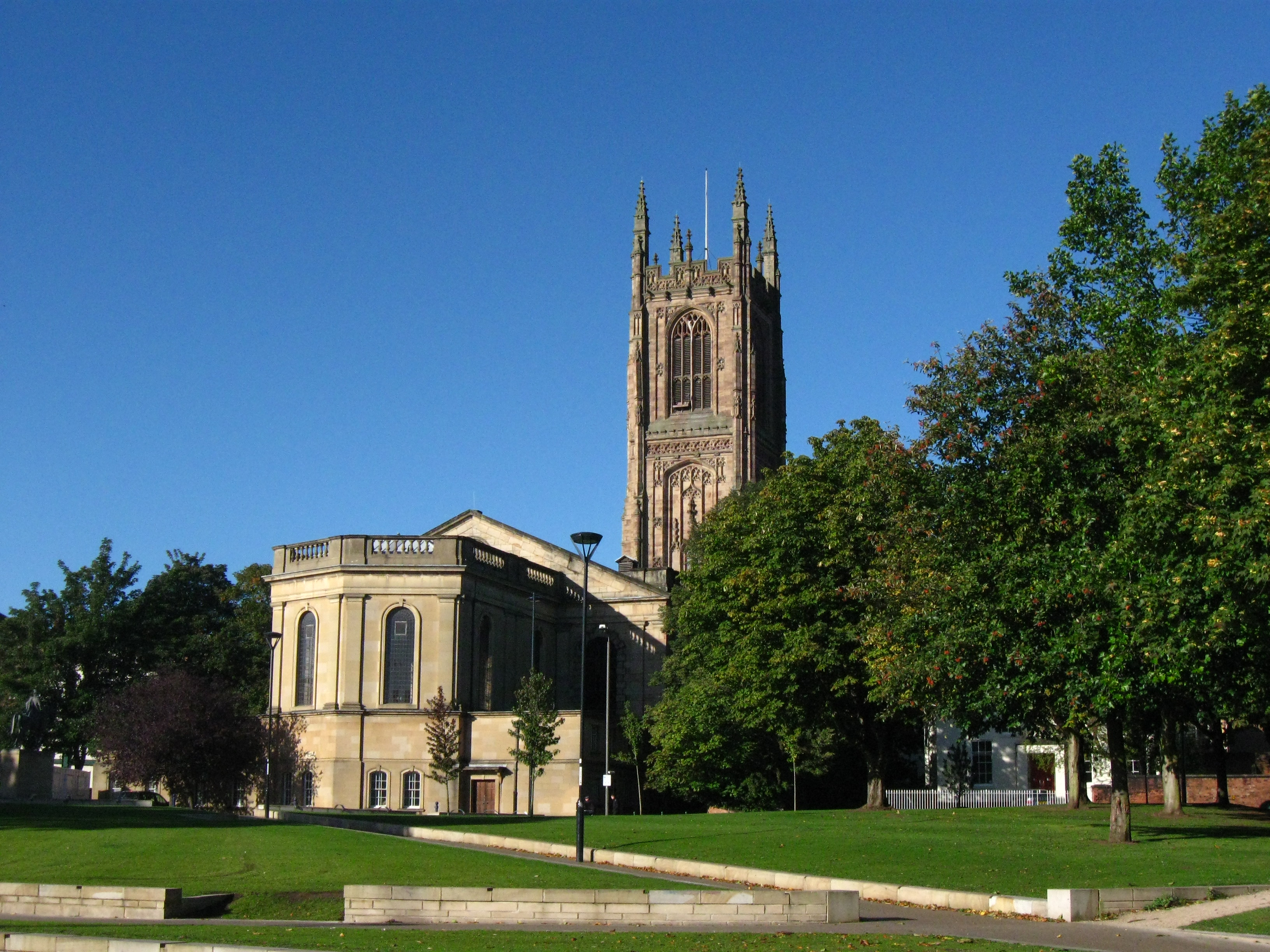
Cathedral Quarter : la cathédrale de Derby vue du parc.

Le Cathedral Quarter, en français le quartier de la cathédrale, est l'une des cinq subdivisions du centre-ville de Derby. Son nom vient de la cathédrale de Derby. Il est délimité par St Alkmund's Way et Ford Street au nord et à l'ouest, par la Derwent à l'est et par Albert Street, Victoria Street, Wardwick et Friargate au sud.
C'est une zone commerçante, un quartier d'affaires et de petits commerces, qui rassemble plusieurs hauts-lieux culturels, artistiques et touristiques. S'y trouvent en effet le musée de Derby (Derby Museum and Art Gallery), la bibliothèque centrale (Derby Central Library), la bibliothèque d'études locales (Derby Local Studies Library), le musée des industries (the Silk Mill), Déda, le QUAD, les « salles des fêtes » (Assembly Rooms), l'hôtel de ville, l'office de tourisme et bien sûr la cathédrale de Derby. Le musée des industries, ancien moulin à soie situé au point de départ des usines de la vallée de la Derwent (inscrites au patrimoine mondial de l'UNESCO), marque l'importance du rôle joué par la ville à la naissance de la révolution industrielle. Beaucoup d'évènements en plein air se tiennent dans ce quartier, notamment sur la place du marché et dans le parc de la cathédrale. 